# Parafia Wniebowzięcia Najświętszej Maryi Panny w Rzucowie
Parafia Wniebowzięcia Najświętszej Maryi Panny – parafia rzymskokatolicka dekanatu szydłowieckiego mająca swą siedzibę w Rzucowie.

## Historia
Historia parafii zaczyna się w 1951 r., kiedy to mieszkańcy wsi wybudowali drewniany kościół. W tym samym roku poświęcił go bp Franciszek Jop. Od tego czasu kościół w Rzucowie był filią parafii św. Stanisława w Chlewiskach. Do roku 1975 kościół był zarządzany przez proboszczów z Chlewisk. W nadmienionym roku w Rzucowie zamieszkał ks. Henryk Krzosek, który zaczął organizować struktury parafii. Została ona erygowana 1 lipca 1977 przez bpa Piotra Gołębiowskiego. Obecny kościół pw. Wniebowzięcia NMP., według projektu arch. Przemysław Gawora, został zbudowany w latach 1983–1988. 1 października 1988 bp Edward Materski poświęcił budynek kościoła. Konsekracji świątyni dokonał bp Wacław Depo 6 lipca 2008. Kościół jest zbudowany z cegły, na planie wieloboku.

## Zasięg parafii
Do parafii należą wierni mieszkający w miejscowościach: Niska Jabłonica, Ostałów, Rzuców, Smagów, Sulistrowice i Wola Kuraszowa.

## Proboszczowie
- 1958–1969 – ks. Józef Śliwak
- 1969–1975 – ks. Tadeusz Wiktorowski
- 1975–2001 – ks. Henryk Krzosek
- 2001–2014 – ks. Wojciech Tyburcy
- 2014–2017 – ks. Piotr Mucha
- od 2017 – ks. Tadeusz Żak

## Działalność
Pod patronatem parafii w Rzucowie funkcjonują:
- Caritas - Oddział w Rzucowie
- Świetlica "Promyk"